# Anisopodus hamaticollis
Anisopodus hamaticollis là một loài bọ cánh cứng trong họ Cerambycidae.